# سقاية صالح بن محمد
سقاية صالح بن محمد
أقيمت سقاية صالح بن محمد في عهد الدولة العثمانية، وتقع هذه السقاية في محلة فضوة عرب والتي هي جزء من محلة باب الشيخ من الجانب الشرقي لمدينة بغداد. أنشأت سقاية الماء هذه لغرض انتفاع عامة الناس منها. وقد أنشأها الشيخ صالح بن محمد بن فتاح، ووقف على أدارة مصالحها دار سكناه التي كانت قريبة من السقاية وثبتها بالوقفية سنة 1895م.